# 琳聖太子
琳聖太子（りんしょうたいし、生没年不詳）は、大内氏の祖とされる人物。朝鮮半島の百済の王族で、第26代聖王（聖明王）の第3王子で武寧王の孫とされる。名は義照。威徳王の孫で餘璋の子とするものもある。百済王の齋明の第三子とも。

## 概要
15世紀後半に書かれた『大内多々良氏譜牒』によれば、琳聖太子は大内氏の祖とされ、推古天皇19年（611年）に百済から周防国多々良浜（山口県防府市）に上陸し、聖徳太子から多々良姓とともに領地として大内県（おおうちあがた）を賜ったという。
『李朝実録』によれば、大内氏は応永6年（1399年）に朝鮮へ使節を派遣し、倭寇退治の恩賞として朝鮮半島での領地を要求している。その要求は却下されるものの、貿易は認められており、その貿易での利益が同氏勢力伸長の大きな要因となった。大内政弘の頃には、大内氏の百済系末裔説が知られており、興福寺大乗院門跡尋尊（じんそん）が記した『大乗院寺社雑事記』の文明4年（1472年）の項では、「大内は本来日本人に非ず…或は又高麗人云々」との記述がみえる。

## 家系
```
聖王
（聖明王）
 　┃

琳聖太子

 　┃
琳龍太子
 　┃
阿部太子
 　┃
世農太子
 　┃
世阿太子
 　┃
阿津太子
 　┃

大内正恒
```

## 現在
大内家の45代当主と自称する船橋市在住の男性が、2009年に韓国益山市にある百済王陵を訪れ、歓迎を受けた。
琳聖太子供養塔が山口県山口市大内御堀四丁目の乗福寺に残っている。